# Río Regal
El río Regal es un río de Aragón, un afluente por la margen izquierda del río Aragón.
Nace en el entorno de la localidad de Undués-Pintano, sobre los 640 metros tras la unión de varios barrancos. Discurre a lo largo de unos 13 kilómetros, llegando finalmente a la localidad de Ruesta y desembocando a continuación en el embalse de Yesa.
- Datos: Q106768674